# Culto a la personalidad de Mao Zedong

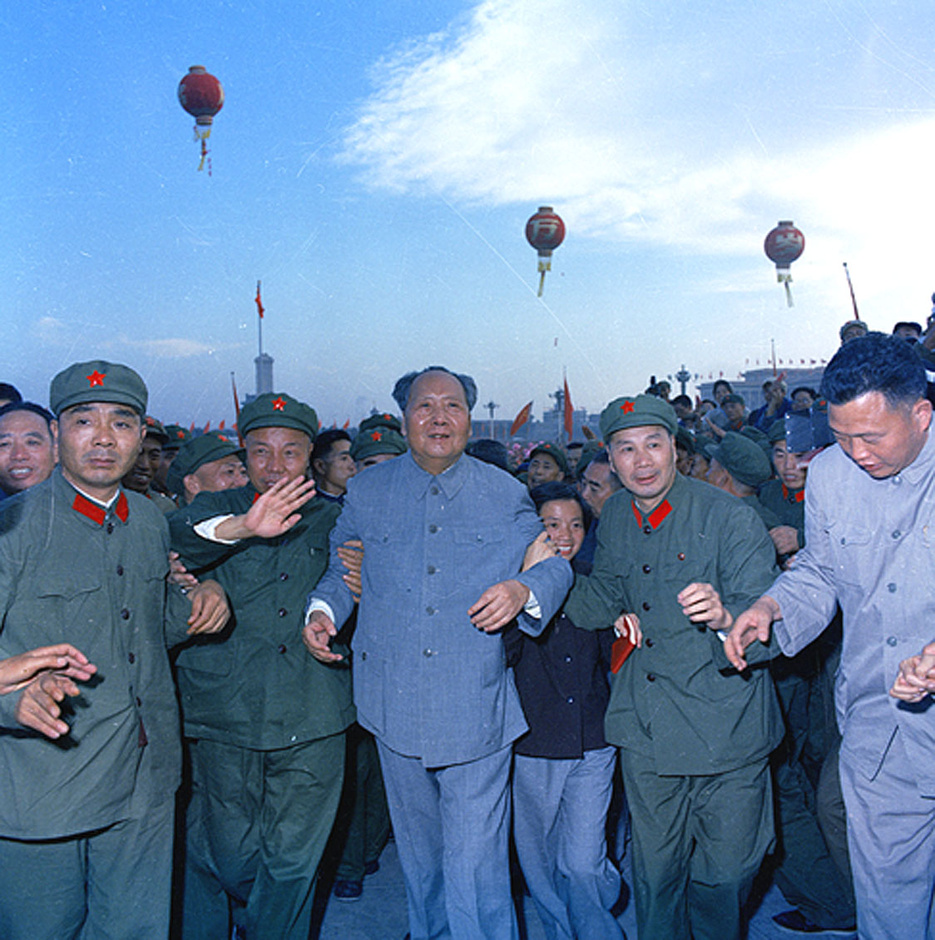
Mao Zedong con los Guardias Rojos durante la Revolución Cultural (1966).

El culto a la personalidad de Mao Zedong fue una parte prominente del gobierno del Mao Zedong sobre la República Popular China desde su ascenso en 1949 hasta su muerte en 1976. El Estado utilizó los medios de comunicación, la propaganda y una serie de otras técnicas para elevar el estatus de Mao Zedong al de un líder heroico infalible, que podría enfrentarse a Occidente y guiar a China a ser un líder mundial del comunismo.
Después de la Revolución Cultural, Deng Xiaoping y otros lanzaron el programa "Boluan Fanzheng" que invalidó la Revolución Cultural y abandonó (y prohibió) la ideología del culto a la personalidad. Sin embargo, desde que Xi Jinping tuvo éxito como Secretario General del Partido Comunista de China en 2012, el culto a la personalidad (de Xi) se ha promovido nuevamente en China.

## Era de Mao

### Origen y desarrollo

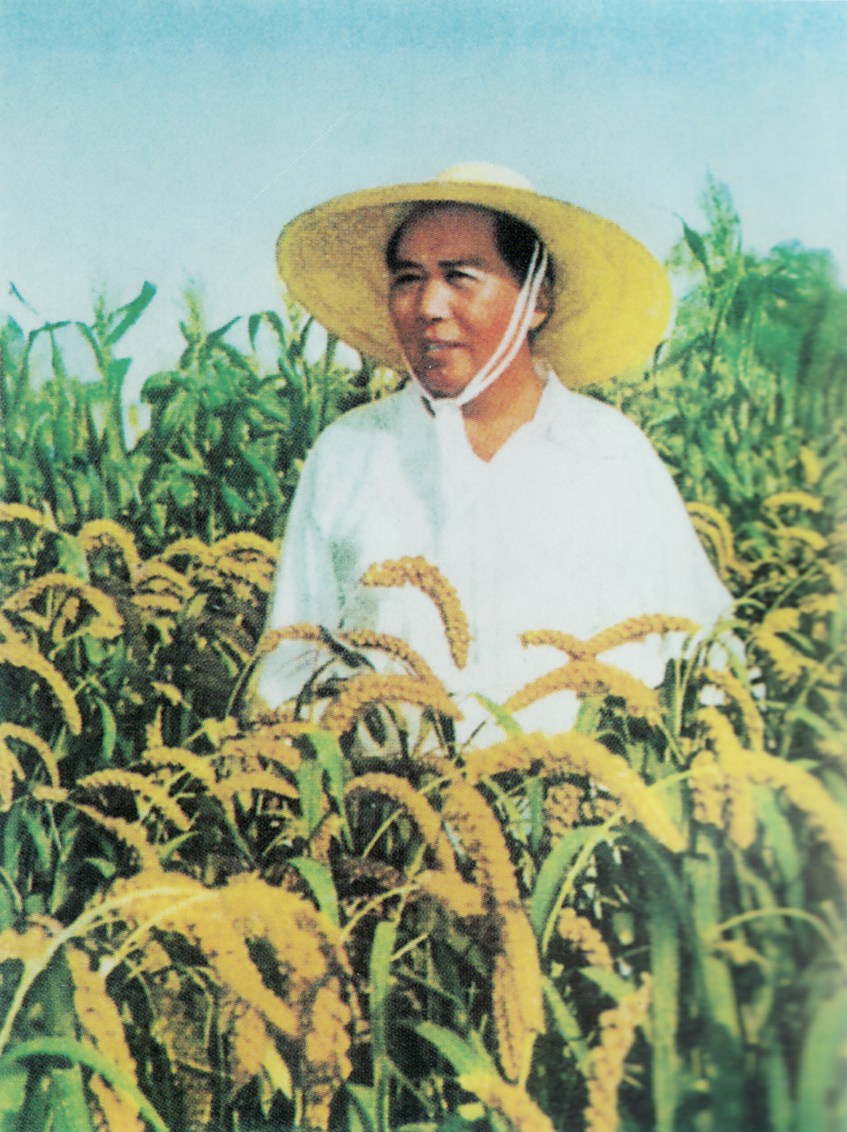
Mao 1950, fotografía de Hou Bo.

El culto a la personalidad de Mao Zedong se remonta a la década de 1930 cuando Mao dirigió al Ejército Rojo chino a través de la Larga Marcha (1934–36). Muchos investigadores también consideran que el origen del culto es el Movimiento de Rectificación de Yan'an (1942-1945). Después de que el Partido Comunista ganó la guerra civil china, comenzaron a aparecer carteles, retratos y estatuas posteriores de Mao en las plazas de las ciudades, en las oficinas e incluso en los apartamentos de los ciudadanos. Era una imitación del culto a Iósif Stalin.
En 1957, Mao lanzó la Movimiento antiderechista, que fue considerada como una continuación del Movimiento de Rectificación de Yan'an y consolidó aún más el gobierno del Partido Comunista y Mao en China continental. Sin embargo, el Gran Salto Adelante causó decenas de millones de muertes durante la Gran Hambruna China, lo que obligó a Mao a asumir un papel semirretirado en 1962. La reputación de Liu Shaoqi, el segundo presidente de China, creció tanto que desafió el estado de Mao. Como respuesta, Mao lanzó el Movimiento de Educación Socialista en 1963.

### Revolución cultural

La estatua de Mao Zedong en Shenyang.

En 1966, Mao lanzó la Revolución Cultural, durante la cual el culto a su personalidad alcanzó la cima. En 1969, Liu Shaoqi fue perseguido hasta la muerte.
Las obras seleccionadas de Mao se imprimieron posteriormente en una circulación aún mayor, y pronto comenzaron a aparecer las "insignias del presidente Mao" y se fabricaron aproximadamente 4.800 millones de insignias.
Cada ciudadano chino recibió el "Pequeño Libro Rojo" que contiene una selección de citas de Mao. Se requería que se llevara a todas partes y se mostrara en todos los eventos públicos, y se esperaba que los ciudadanos citaran diariamente el contenido del libro. El principal impulsor de esta política de culto a la personalidad, fue Lin Biao, además recopilador de las Citas del Presidente Mao, libro publicado en octubre de 1966 con citas y dichos de Mao. A los miembros del partido se les exigía llevar siempre consigo este libro. 
A lo largo de los años la imagen de Mao aparecía en todas partes, en todos los hogares, oficinas y comercios. Sus dichos aparecían en publicaciones escritas de cualquier naturaleza, y los guardias rojos se encargaban de publicar carteles alabándole con imágenes suyas de acercamiento al pueblo chino. Era común también que formaciones de guardias, con el libro de las Citas del Presidente Mao en la mano izquierda, le citasen en grupo para promover sus ideas, dichos y sus formas de pensar por los pueblos y zonas rurales. Este movimiento se hizo más intensivo a medida que avanzaba la Revolución Cultural.

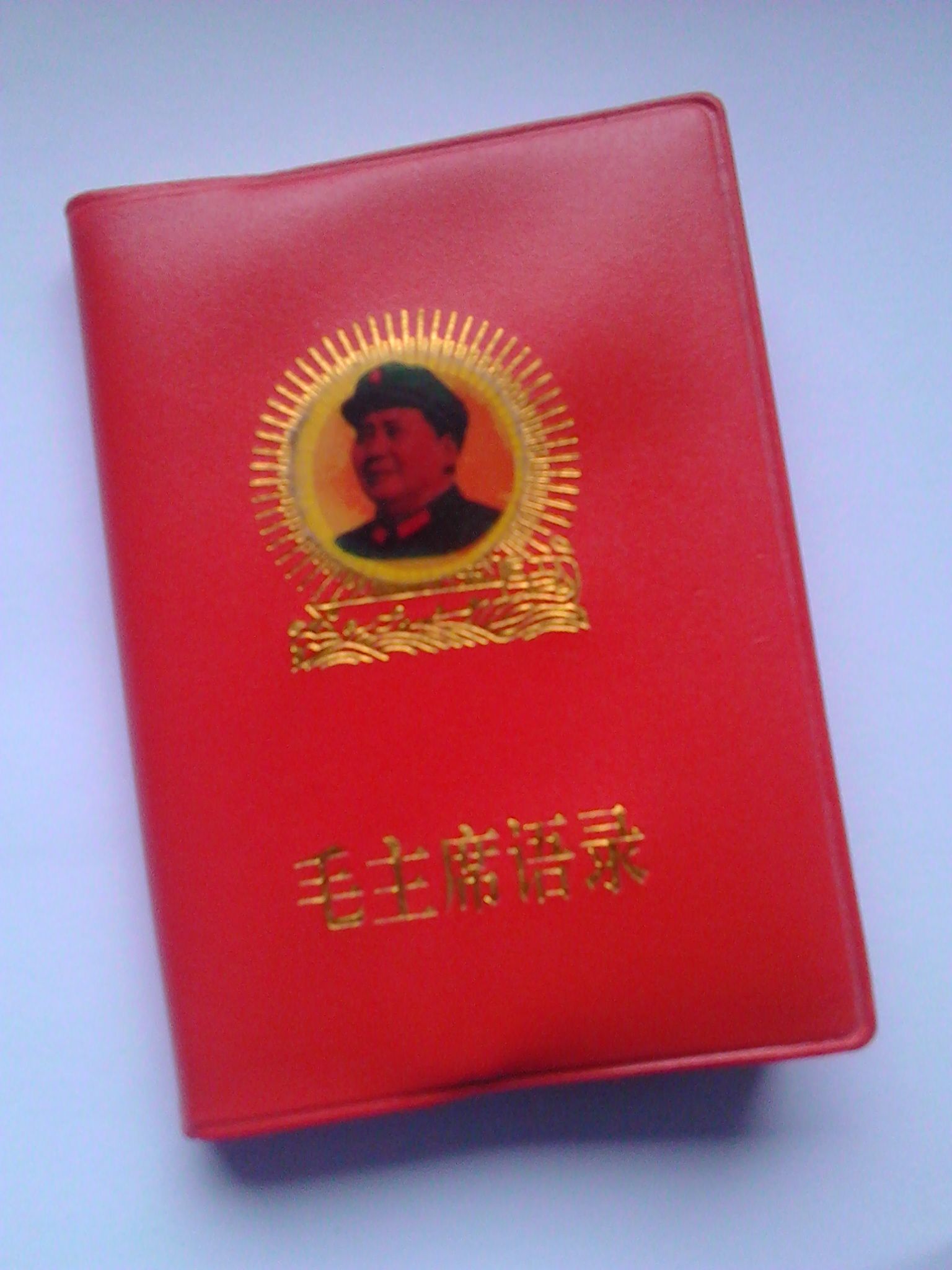
Libro Rojo de Mao

## Después de Mao
Al día de hoy, el culto a Mao se ha reducido considerablemente en China, especialmente en las zonas no rurales, si bien es cierto que su imagen sigue estando muy presente (el ejemplo más claro es el de la plaza de Tiananmen). No obstante, la mayoría de la población china le consideran, junto con Marx y Lenin, uno de los padres del comunismo y un gran líder socialista. Mao es oficialmente reconocido por el Partido Comunista como un gran líder revolucionario por su papel en la lucha contra los japoneses y la creación de la República Popular China.[cita requerida]
Sin embargo, continúan las muestras de seguimiento a Mao Zedong. En Zhengzhou, al norte de Wuhan, una ciudad obrera, industrial, todos los 9 de septiembre, aniversario de la muerte de Mao, se reúnen miles de trabajadores en la plaza central; allí cuatro obreros publicaron un llamamiento que circuló por toda China, titulado «Mao, nuestro líder para siempre», de denuncia de los seguidores del camino capitalista a los que Mao Zedong combatió, que se adueñaron de la dirección del Partido y del Estado, pasaron a nombre propio los bienes del Estado, y son parte de esa clase dirigente de la China capitalista e imperialista actual. Hay una proliferación de centros de estudio de las obras de Mao, legales algunos, clandestinos otros; casas de té donde se cantan las canciones y se pasan las películas de la Revolución Cultural. Millones de chinos llevan el distintivo de Mao para mostrar que son maoístas. Esto puede explicarse por las palabras del propio Mao, quien afirmaba que una de las leyes del proletariado es «luchar y fracasar, volver a luchar para volver a fracasar, y así hasta la victoria final».[cita requerida]